# باشگاه فوتبال گهر دورود لرستان
 باشگاه فوتبال گهر دورود لرستان ، یک باشگاه فوتبال ایرانی در شهر دورود، استان لرستان است.

## تاریخچه
این تیم تحت امتیاز باشگاه داماش دورود. در تیر ماه ۱۳۸۵ تأسیس شده‌است و باشگاه در سال ۱۳۹۰ به گهر زاگرس دورود لرستان تغییر نام داد پیش از این تیم داماش دورود نام داشت که با صعود تیم فوتبال داماش دورود به لیگ برتر و الزامات ای‌اف‌سی تغییر نام داد و صاحب هیئت مدیره، مدیرعامل و ساختار اداری جداگانه شد. و از آن پس تمرینات این تیم در شهر دورود پیگیری می‌شود، پیش از این تمرینات تیم در تهران برگزار می‌شد.
با توجه به مشکلات مالی و واگذاری باشگاه داماش توسط قوه قضاییه اداره و مدیریت این تیم طبق توافقنامه‌ای رایگان و به مدت نامعلوم بین باشگاه داماش گیلان و مسئولان استان لرستان به ایشان واگذار شد.
اما امتیاز این باشگاه در مهر ۱۳۹۱ با حضور نمایندگان قوه قضاییه ایران به حسین هدایتی منتقل و نام آن نیز مدتی به استیل‌آذین گهر دورود تغییر نام یافت. در تاریخ جمعه، ۱۰ آبان ۱۳۹۲ حسین هدایتی با پرداخت ۵۰۰ میلیون تومان تیم گهر را برای مردم دورود خریداری کردند. و صاحب امتیاز این تیم مردم دورود شدند. استاندار لرستان مهندس هوشنگ بازوند اعلام کردند که با خرید تیم گهر دورود منابع مالی این تیم را تأمین کرده تا از این پس نماینده استان لرستان مشکل مالی نداشته باشد.

## نتایج

### صعود به لیگ برتر فوتبال ایران
تیم گهر دورود در مجموع دو بازی رفت و برگشت مرحله پلی آف در شهرهای بوشهر و بروجرد در مجموع به تساوی یک بر یک دست یافت و به لطف گل زده بیشتر در خانه حریف، به عنوان آخرین تیم راهی دوازدهمین دوره مسابقات لیگ برتر فوتبال ایران به عنوان اولین نماینده استان لرستان شد.
امیر عابدینی رئیس هیئت مدیره باشگاه گهر دورود پس از راهیابی گهر به لیگ برتر در گفتگو با شبکه شما گفت با توجه به علاقه مردم و مسئولان استان لرستان قصد حفظ این تیم در شهر دورود را دارد اما این منوط به رفع موانع و مشکلات واگذاری باشگاه داماش دورود به عنوان صاحب امتیاز تیم فوتبال گهر است.